# Indian Wells Challenger 1991
L'Indian Wells Challenger 1991 è stato un torneo di tennis facente parte della categoria ATP Challenger Series nell'ambito dell'ATP Challenger Series 1991. Il torneo si è giocato a Indian Wells negli Stati Uniti dal 25 febbraio al 3 marzo 1991 su campi in cemento.

## Vincitori

### Singolare
Cristiano Caratti ha battuto in finale  Jimmy Arias con il punteggio di 6–7, 6–4, 6–2

### Doppio
Joey Rive /  Robert Van't Hof hanno battuto in finale  Marty Davis /  Todd Witsken con il punteggio di 6–4, 7–6